# 케플러 궤도

이심률 0.7의 타원 케플러 궤도, 이심률 1.0의 포물선 케플러 궤도, 이심률 1.3의 쌍곡선 케플러 궤도의 모습. 초점까지의 거리는 수선에 대한 극 방향 각도에 따라 정해진다.

케플러 궤도(영어: Kepler orbit)는 천체물리학에서 한 천체에 대한 다른 천체의 상대적인 운동 모습(타원, 포물선, 쌍곡선, 또는 간혹 직선)을 2차원으로 투영시켜 놓은 것이다. 케플러 궤도는 두 천체를 점으로 가정하고 둘 사이의 중력 상호작용만을 고려하기 때문에, 섭동, 항력, 복사압, 일반 상대성이론, 구형이 아닌 천체 등등 다양한 조건들은 모두 무시된다. 케플러 궤도는 이체 문제의 특수한 경우의 해이다. 케플러 궤도는 여섯 개의 궤도 요소로 변수화될 수 있다.
대부분의 사례에서는 중심 물체가 매우 커 중심 물체의 질량 중심이 해당 계의 질량 중심과 거의 일치하지만, 두 물체의 질량이 비슷한 경우에는 두 물체의 무게중심을 도는 케플러 궤도로 물체의 운동을 설명할 수 있다.

## 개요
고대부터 17세기까지는 아리스토텔레스와 프톨레마이오스가 주장한 것처럼 행성들이 지구를 중심으로 완벽한 원을 그리며 돈다고 여겨졌으며, 간혹 일어나는 "진동"들은 더 작은 원인 주전원을 도입하여 설명하였다. 그러나 이후 관측 정밀도가 향상되면서 이론의 수정 사항들이 생겨나기 시작했고, 1543년에는 니콜라우스 코페르니쿠스가 태양중심설을 주장하기에 이르렀다(하지만 태양중심설 또한 궤도는 완벽히 원이라고 주장했다).

### 요하네스 케플러
1601년, 요하네스 케플러는 티코 브라헤의 방대한 관측 기록들을 얻었고, 그 이후 케플러는 5년에 걸쳐 화성의 기괴한 겉보기 운동을 설명하려고 시도했다. 1609년, 케플러는 자신의 행성운동법칙 3개 중 2개를 발표하였다. 제 1법칙의 내용은 다음과 같다.
"행성은 태양을 한 초점으로 하는 타원궤도를 그리면서 공전한다."
일반화시키면, "케플러 운동"을 하고 있는 물체는 포물선이나 쌍곡선 등 원뿔 곡선의 궤적을 따르게 된다. 수학적으로, 중심 물체(중심체)와 궤도를 도는 물체 사이의 거리는 다음과 같이 표면된다.
{\displaystyle r(\theta )={\frac {a(1-e^{2})}{1+e\cos(\theta )}}}
- {\displaystyle r}은 거리를 나타낸다.
- {\displaystyle a}는 긴반지름으로, 궤도의 크기를 나타낸다.
- {\displaystyle e}는 이심률로, 궤도의 모양을 나타낸다.
- {\displaystyle \theta }는 진근점 이각으로, 궤도 천체와 중심체의 거리가 가장 가까운 지점(궤도 근점)에서 현재 궤도 천체가 위치한 지점까지의 각이다.

위의 식은 또한 밑과 같이 표현될 수도 있다.
{\displaystyle r(\theta )={\frac {p}{1+e\cos(\theta )}}}
- 여기서 {\displaystyle p}는 반통경(semi-latus rectum)이라고 불리며, 타원의 초점에서 주축(major axis)에 수직하게 곡선까지 잰 거리를 말한다.

위와 같은 형식의 방정식은 긴반지름이 무한인 포물선 궤도를 계산할 때 유용하게 사용된다.
관측에서 위와 같은 법칙들을 발견해냈음에도 불구하고, 케플러는 끝내 이 운동을 설명하는 법칙은 발견하지 못했다.

### 아이작 뉴턴
1665 ~ 1666년에, 아이작 뉴턴은 물체의 운동을 중력과 미분으로 설명하는 몇몇 계산들을 진행했으나, 1687년에 프린키피아가 출판되기 전까지는 알려지지 않았다. 뉴턴의 계산들은 현재 뉴턴 운동 법칙 및 만유인력의 법칙으로 알려져 있다. 뉴턴 운동 법칙의 두 번째 법칙은 다음과 같다.

"물체의 가속도는 물체에 작용하는 알짜힘과 평행 및 비례하고, 물체의 질량과 반비례한다."
{\displaystyle \mathbf {F} =m\mathbf {a} =m{\frac {d^{2}\mathbf {r} }{dt^{2}}}}
- {\displaystyle \mathbf {F} }는 힘 벡터이다.
- {\displaystyle m}는 힘이 작용하는 물체의 질량이다.
- {\displaystyle \mathbf {a} }는 가속 벡터로, 위치 벡터 {\displaystyle \mathbf {r} }의 시간에 대한 2차 도함수이다.

위의 법칙은 질량이 일정한 물체에만 적용되며, 이는 아래의 단순화 가정을 기반으로 한다.
만유인력의 법칙은 다음과 같다.

만유인력 법칙의 메커니즘: 점질량 m_{1}은 다른 점질량 m_{2}을 두 질량에 비례하고 거리 r의 제곱에 반비례하는 힘 ;F_{2}로 끌어당기고 있다. 질량이나 거리에 개의치 않고, F_{1}과 F_{2}는 항상 같게 된다. G는 중력 상수이다.

"모든 점질량은 두 점을 가로지르는 선을 따라 다른 모든 점질량을 힘으로 끌어 당긴다. 이 힘은 두 상호작용하는 점질량 사이의 질량의 곱에 비례하며, 두 점질량 사이의 거리에는 제곱에 반비례한다."
{\displaystyle F=G{\frac {m_{1}m_{2}}{r^{2}}}}
- {\displaystyle F}는 두 점질량간의 중력의 크기이다.
- {\displaystyle G}는 중력 상수이다.
- {\displaystyle m_{1}}는 첫 번째 점질량의 질량이다.
- {\displaystyle m_{2}}는 두 번째 점질량의 질량이다.
- {\displaystyle r}는 두 점질량간의 거리이다.

뉴턴은 자신의 운동 법칙 및 만유인력 법칙에서 케플러 법칙을 유도할 수 있었으며, 이론과 실제 관측이 일치함을 보였다. 케플러와 뉴턴의 법칙은 고전 천체역학의 기초를 형성했으며, 20세기 초 아인슈타인이 상대성이론을 만들 때까지 유지되었다. 거의 대부분의 경우에는 케플러 법칙이 행성 및 위성들의 운동을 매우 높은 정확도로 기술하며, 천문학 및 천체물리학에 현재까지 이용되고 있다.

## 간략화된 이체 문제
이체 문제에서의 물체의 움직임을 예측하기 위해서, 다음 두 가지를 가정한다.
1. 두 물체는 완벽한 구형이며 점질량으로 취급될 수 있다.
2. 두 물체 사이에 작용하는 중력 이외에 다른 모든 내·외적 힘은 작용하지 않는다.
커다란 천체들의 모습은 거의 원에 가깝고, 따라서 자기 자신에서 발생하는 중력은 천체의 중심을 향하게 된다. 또한 대부분의 천체는 깊숙히 들어갈수록 밀도가 증가하는데, 뉴턴의 껍질 이론에 따르면 이 경우에도 똑같이 중력이 중심을 향하게 된다. 따라서, 두 동일한 구체는 점질량과 동일하다.
소행성이나 우주선처럼 작은 물체들은 대부분 구형과는 거리가 멀다. 하지만 이 물체들의 질량으로 인해 작용하는 중력은 다른 큰 천체들의 중력에 비해 상대적으로 매우 작으며, 구형이 아님으로 인해 발생하는 오차는 거리에 따라 작아지기 때문에, 매우 먼 거리에서 천체를 도는 작은 물체에서는 물체가 구형이 아님을 무시해도 오차가 없다.
행성들은 조금이나마 불규칙적으로 자전하며, 이 때 발생하는 원심력에 의해 모습이 약간 "으스러지게" 되며, 중력이 조금 분산되게 된다. 이 효과는 지구 저궤도를 도는 인공위성에서 측정 가능할 정도이다. 하지만 이 효과 또한 거리가 멀어질수록 작아지기 때문에, 태양계의 행성들은 이 효과를 무시하고 계산하여도 오차가 없다.
질량이 각각 {\displaystyle m_{1}} 및 {\displaystyle m_{2}}이고, 위치 벡터가 {\displaystyle \mathbf {r} _{1}} 및 {\displaystyle \mathbf {r} _{2}}인, 관성 좌표계 속의 두 점질량은 다음과 같은 중력이 작용하게 된다.
{\displaystyle m_{1}{\ddot {\mathbf {r} }}_{1}={\frac {-Gm_{1}m_{2}}{r^{2}}}\mathbf {\hat {r}} }
{\displaystyle m_{2}{\ddot {\mathbf {r} }}_{2}={\frac {Gm_{1}m_{2}}{r^{2}}}\mathbf {\hat {r}} }
- {\displaystyle \mathbf {r} }은 2번 점질량에 대한 1번 점질량의 상대적인 위치 벡터이며, {\displaystyle \mathbf {r} =\mathbf {r} _{1}-\mathbf {r} _{2}}로 표현된다.
- {\displaystyle \mathbf {\hat {r}} }은 해당 방향의 단위벡터이며 {\displaystyle r}은 벡터의 길이이다.

두 식을 각각 자신의 질량으로 나눈 후, 첫 번째 식에서 두 번째 식을 빼면 2번 물체에 대한 1번 물체의 상대적인 가속도를 기술하는 운동 방정식이 산출된다.
{\displaystyle {\ddot {\mathbf {r} }}=-{\frac {\mu }{r^{2}}}\mathbf {\hat {r}} }
- 여기서 {\displaystyle \mu }는 표준 중력 변수이며 {\displaystyle \mu =G(m_{1}+m_{2})}이다.

또한 대부분의 경우, 다음과 같은 세 번째 단순화 가정 또한 성립할 수 있다.
3. 궤도 중심의 물체와 비교하여, 공전하는 물체의 질량은 무시 가능하다(m1 >> m2). 따라서, μ = G (m1 + m2) ≈ Gm1 이 된다.
이 가정은 이체 문제를 해결할 때 필수적이지는 않지만, 계산을 단순화시켜준다. 이 가정은 지구를 도는 인공위성이나 태양을 도는 행성들을 계산할 때 효과적이다(태양계에서 가장 큰 행성인 목성마저 태양보다 질량이 1047배 작으며, 목성을 무시하여도 μ의 오차는 0.096%밖에 되지 않는다). 하지만 이를 무시하지 못하는 경우는 지구-달(81.3배), 명왕성-카론(8.9배) 및 쌍성계 등이다.
위와 같이 이체 문제는 수학적으로 완벽하게 해결할 수 있으며, 이 천체들의 궤도가 "케플러 궤도"라고 불리는 케플러 법칙에 따른 궤도를 공전함이 밝혀졌다. 태양계의 행성들은 서로간에 작용하는 중력이 매우 작아 거의 완벽한 케플러 궤도를 돌며, 인공위성들의 경우에는 오차범위가 좀 더 크다. 좀 더 완벽한 계산을 위해서는 계산에 모든 물체들의 중력과 중력이 아닌 힘(복사압이나 항력 등)들을 모두 포함시켜야 하지만, 케플러 궤도는 아직까지도 매우 많이 쓰이고 있다.

### 케플러 요소

케플러 궤도 요소.

모든 케플러 궤도는 여섯 가지 변수, 3차원 공간에서의 방향 3개와 속력 3개로 기술될 수 있다. 보통 궤도는 케플러 요소라고 하는 6개의 요소로 정의되며, 이 중 3개는 앞에서 논의된 바 있다. 요소 6개를 사용하는 것이 제일 편리하며, 섭동이 없는 궤도에서는 5개가 항상 일정하게 유지된다. 궤도를 도는 물체의 위치와 속도는 언제나 궤도 요소들에서 쉽게 추정할 수 있다.
두 요소는 궤도의 크기와 모양을 결정한다.
- 긴반지름 ({\displaystyle a\,\!})
- 이심률 ({\displaystyle e\,\!})

세 요소는 궤도면의 성질을 결정한다.
- 궤도 경사 ({\displaystyle i\,\!})는 궤도면과 기준면 사이의 각도를 결정한다.
- 승교점 경도 ({\displaystyle \Omega \,\!})는 궤도면이 기준면을 위쪽으로 뚫고 올라가는 곳(승교점)과 기준 방향 사이의 각도이다.
- 근일점 편각 ({\displaystyle \omega \,\!}) 은 승교점과 궤도 근점 사이의 각도를 결정한다.

마지막 요소는 물체의 위치를 결정한다.
- 진근점 이각 ({\displaystyle \nu }) 은 궤도 근점부터 물체의 위치를 각도로 측정한 것이며, 이를 대신해 평균 근점 이각 {\displaystyle M}나 "근점으로부터 경과한 시간" {\displaystyle T}를 사용하기도 한다.

{\displaystyle i}, {\displaystyle \Omega }, {\displaystyle \omega }가 그저 기준면으로부터의 각도를 측정하는 값이기 때문에, 이미 궤도면이 결정된 물체에서는 그리 많이 필요하지는 않다. 이 변수들은 밑에 기술될 증명에 사용되지는 않는다.

## 같이 보기
- 이체 문제
- 궤도 요소

## 참고 자료
- El'Yasberg "Theory of flight of artificial earth satellites", Israel program for Scientific Translations (1967)
- Bate, Roger; Mueller, Donald; White, Jerry (1971). 《Fundamentals of Astrodynamics》. Dover Publications, Inc., New York. ISBN 0-486-60061-0.
- 코페르니쿠스, 니콜라우스 (1952), 〈Book I, Chapter 4, The Movement of the Celestial Bodies Is Regular, Circular, and Everlasting-Or Else Compounded of Circular Movements〉, 《On the Revolutions of the Heavenly Spheres》, Great Books of the Western World 16, 번역 Charles Glenn Wallis, Chicago: William Benton, 497–838쪽